# Margarita Alexandre
Margarita Alexandre (Lleó, 1923- Madrid, 2015) va ser als inicis del franquisme una de les primeres directores i productores del cinema espanyol, posteriorment a més de directora de cinema ha treballat a l'Instituto Cubano del Arte e Industria Cinematográficos (ICAIC) i ha estat directora d'un teatre a Cuba i coordinadora de produccions internacionals.
Va cofundar la productora de cinema Nervión Films. Va treballar com a actriu als anys 40, de vegades amb el pseudònim de Margarita Sandra, i a partir dels anys 50 va començar a dirigir pel·lícules. L'any 1956 va codirigir la primera pel·lícula espanyola rodada en el genuí CinemaScope patentat per la Fox. Ha estat distingida amb la medalla d'honor de l'Associació Espanyola d'Historiadors del Cinema.
Amb Helena Cortesina, Ana Mariscal i Rosario Pi Brujas conforma el quartet de dones fundadores del cinema a Espanya, després d'Elena Jordi.

## Biografia
De família acomodada vinculada amb el Carib des que el seu avi participés en la guerra de Cuba, la seva mare neix a Puerto Rico. Es casa molt jove en un matrimoni de compromís obert amb el XII comte de Villamonte. Juan José Melgar i Rojas. La unió afectiva va durar poc però tots dos van respectar la legal, donant-se mútuament llibertat d'acció i mantenint la seva amistat. Sent una dona inquieta no només no es conforma amb el paper d'esposa fidel, sinó que menysprea el rol passiu associat al seu estatus i comença a relacionar-se amb gents del món madrileny del cinema de l'època. Aconsegueix el seu primer paper a l'edat de divuit anys fent de la Immaculada Concepció en la pel·lícula Tierra i cielo. Durant el rodatge de Pueblo de mujeres del director Antonio de l'Amo coneix al crític de cinema Rafael Torrecilla, que seria la seva parella sentimental i laboral durant molts anys i amb qui va fundar la productora Nervión Films, empresa en la qual també col·labora el director de fotografia Juan Mariné. Junts dirigeixen i produeixen La ciutat perduda (1954), el guió de la qual va ser reescrit per la censura; La Gata (1955), primera pel·lícula rodada en Cinemascope a Espanya amb Aurora Bautista i Jorge Mistral i produeixen Un hecho violento/(Jose María Forqué,1958) i Nada menos que un Arkángel/(Antonio del Amo, 1958).
El 1954 van rodar el documental Cristo, un treball experimental de Juan Mariné sobre mil cinc-centes pintures religioses dels segles XVI, XVII i XVIII que narren la vida de Jesús. El film va gaudir, curiosament, de l'aplaudiment de Franco que el va declarar d'interès nacional i va rebre els seus autors en el Pardɔ

## Filmografia

### Com a actriu
- 1941 Porque te vi llorar (sin acreditar)
- 1941 Tierra y cielo
- 1942 Correo de Indias
- 1949 Sabela de Cambados
- 1950 Jack, el negro / Flower seller
- 1951 El negro que tenía el alma blanca
- 1952 Barco sin rumbo
- 1952 Quema el suelo
- 1952 Ronda española / Diana
- 1953 Puebla de las mujeres

### Producció executiva
- 1956 La gata
- 1958 Un hecho violento
- 1962 Las doce sillas
- 1964 Cumbite
- 1966 La muerte de un burócrata

### Direcció
- 1954 Cristo (documental)
- 1955 La ciudad perdida
- 1956 La gata

### Guió
- 1954 Cristo (documental)
- 1955 La ciudad perdida

### Producció
- 1964 Preludio 11
- 1979 Operación Ogro